# 25402 Angelanorse
25402 Angelanorse (tên chỉ định: 1999 VA27) là một tiểu hành tinh vành đai chính. Nó được phát hiện bởi dự án Nghiên cứu tiểu hành tinh gần Trái Đất Lincoln ở Socorro, New Mexico, ngày 3 tháng 11 năm 1999. Nó được đặt theo tên Angela Norse, an American educator ở Beaverton, Oregon.